# Південно-Шпіцбергенський національний парк
Південно-Шпіцбергенський національний парк — національний парк в Норвегії, в південній частині острова Західний Шпіцберген. Площа 8 504 км² (5 141 км² суша, 3 363 км² море). Заснований в 1973 році. Високогірні ландшафти. Включає два орнітологічних резервати.